# Louis Nallard
Louis Nallard, né le 17 juin 1918 à Alger et mort le 15 octobre 2016 à Paris, est un peintre non figuratif français de la nouvelle École de Paris.

## Biographie

### Alger
Louis Nallard, naît le 17 juin 1918 à Alger dans l'Algérie française. sa mère est emportée quelques mois plus tard par la grippe espagnole, il se retrouve élevé par ses grands parents maternels, instituteurs, et commence dès l'école communale à pratiquer le dessin et l'aquarelle. Loin de la Méditerranée il rejoint chaque été la Dombes dont est originaire la famille de son père : « Peut-être une bonne partie de mon œuvre est-elle faite des paysages de mon enfance, auxquels je n'ai jamais cessé de me référer », dit Nallard à Pierre Descargues. C'est à seize ans qu'il présente en 1934 à la galerie de Thomas Rouault, neveu du peintre, sa première exposition de portraits et paysages (aquarelles et gouaches), à dix-neuf ans la deuxième.
Pour se libérer de ses obligations militaires, Louis Nallard s'engage en 1936 dans l'aviation : la guerre survenant, il demeure, de façon plus ou moins continue, durant sept ans sous l'uniforme. Démobilisé un moment il se lie avec Marcel Bouqueton avec qui il réalise en 1940 une nouvelle exposition, dont rend compte Max-Pol Fouchet, puis fréquente en 1941 les Beaux-arts d'Alger. Il fait ainsi la connaissance de Marcel Fiorini, de Robert Lavergne qui lui servira plus tard d’introducteur à la Galerie Jeanne Bucher et de Maria Manton avec qui il se marie en 1944. En 1946 il se lie avec le peintre Georges Ladrey passionné comme lui par l'œuvre de Pierre Bonnard.

### L'arrivée à Paris
En 1947 Louis Nallard et Maria Manton quittent Alger avec Fiorini et s'installent dans la région parisienne. Ils découvrent l'œuvre de Bissière, ne tardent pas à partager son amitié et celle de Chastel. Dès 1948 Nallard participe à des expositions collectives, au Salon des réalités nouvelles, au Salon de mai, et noue des contacts avec la galerie Jeanne Bucher dont les présentations accueillent ses peintures à partir de 1948.

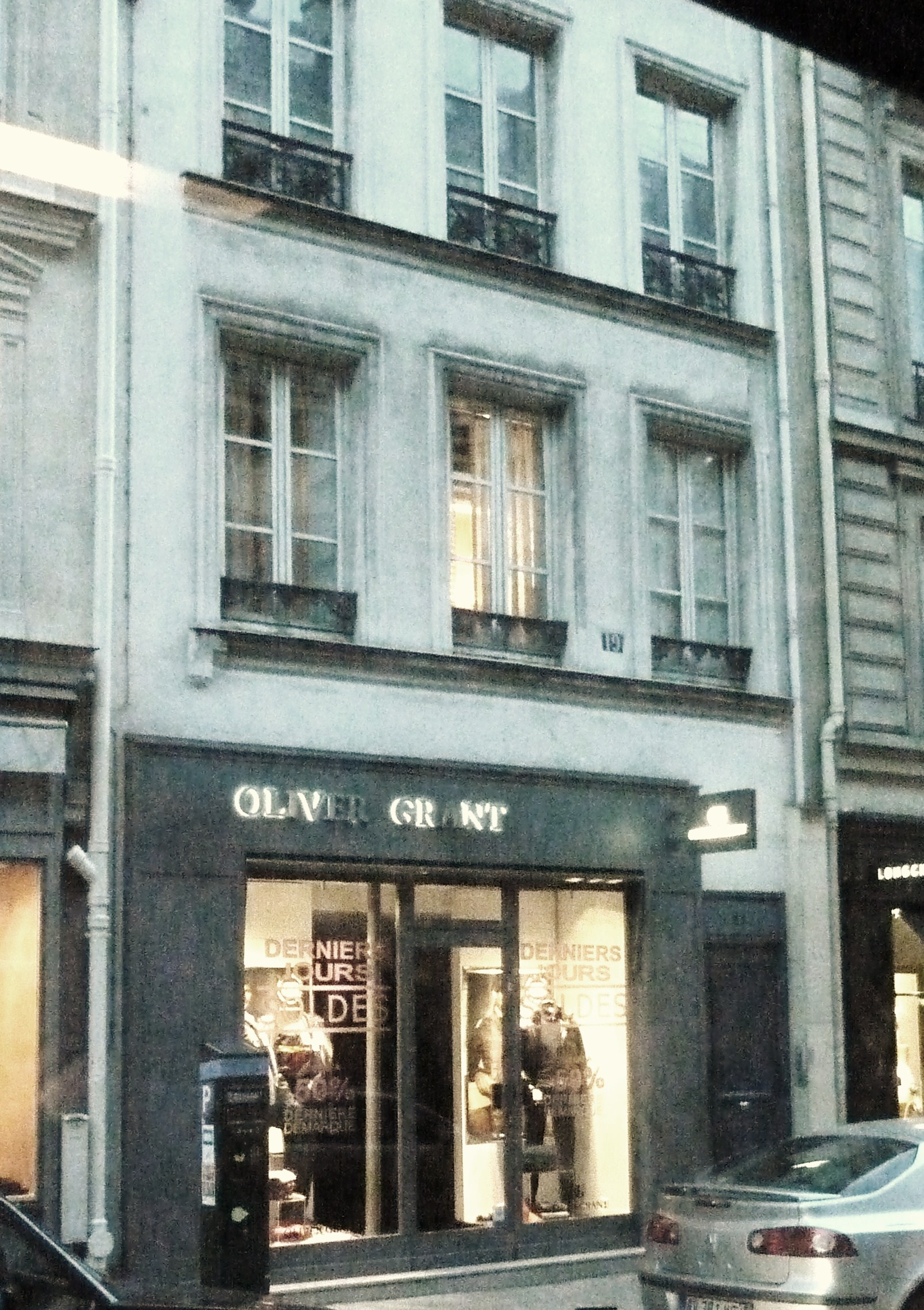
Façade de l'ancien hôtel du Vieux-Colombier géré de 1950 à 1953 par Louis Nallard et Maria Manton

Rapidement établis à Paris même, Louis Nallard et Maria Manton assument à partir de 1950, pour trois ans, la gérance de l'hôtel du Vieux-Colombier, à proximité de Saint-Germain-des-Prés que fréquentent de nombreux artistes après leur spectacle : parmi les locataires, Serge Poliakoff, qui gagne sa vie en jouant de la balalaïka dans les restaurants russes, Herman Braun-Vega, fraîchement arrivé du Pérou, Sidney Bechet, Robert Hossein, le sculpteur César, les écrivains Jean Sénac et Kateb Yacine. Louis Nallard est en 1950 lauréat du Prix Fénéon. En 1953 Nallard et Maria Manton séjournent à Alger où Jean Sénac les expose, aux côtés notamment de Baya, Bouqueton et Jean de Maisonseul. À Oran la galerie « Colline » de Robert Martin réunit la même année les peintures de Nallard et celles de Bouqueton. Son œuvre est remarquée par Albert Camus.

### La reconnaissance
La Galerie Jeanne Bucher réalise en 1957 sa première exposition de Nallard et ne cessera plus de présenter régulièrement son travail. L'année suivante Nallard est l'un des « Seize peintres de la jeune école de Paris » que préface Hubert Juin dans la collection du Musée de poche. Au long des années 1950 Nallard et Maria Manton font la connaissance des peintres algériens, notamment Guermaz, Issiakhem, Khadda, se lient particulièrement avec Benanteur et Aksouh. Pour l'été ils retrouvent la Méditerranée à Peñíscola, village de la côte espagnole catalane que fréquentent également Bouqueton ou Sénac. Nallard participe à l'exposition des « Peintres algériens » organisée en 1963 à Alger pour les « Fêtes du 1er novembre » et préfacée par Sénac puis en 1964 à celle qui est présentée à Paris au Musée des arts décoratifs.

### Au service des artistes
Par la suite Nallard et Maria Manton, dans une perspective associative, dirigent dans les années 1960 « La Galerie », qu'ils ouvrent aux jeunes peintres, et animent longuement le Salon des Réalités Nouvelles dont Maria Manton est la secrétaire générale de 1961 à 1995, alors que Louis Nallard en est le vice-président, puis le président d'honneur. Tandis que ses expositions se succèdent en France et à l'étranger, Louis Nallard rejoint en 1975 l'École des beaux-arts où il enseigne jusqu'en 1983. Il est représenté dans de nombreux musées, notamment à Paris (Musée national d'art moderne et Musée d'art moderne de la Ville de Paris, Grenoble, au Fonds régional d'art contemporain d'Auvergne, à Alger, Amsterdam, Budapest, Montréal, Oslo et Turin.
En 2006 Nallard fait partie des peintres réunis pour l'exposition « L'Envolée lyrique, Paris 1945-1956 » présentée au Musée du Luxembourg du Sénat (Espagne I et Espagne II, 1955) [catalogue :  (ISBN 8876246797).

## L'œuvre
Dans les toiles de Nallard les facettes des choses, nappe et guéridon, abat-jour, coupe et fruits, se désarticulent dès 1945 en surfaces autonomes. Le poète Jean Sénac place alors Nallard « au premier rang » des « Jeunes tendances picturales », le louant de tenter « une synthèse de la véhémence chromatique du fauvisme et de la solide architecture du cubisme ».
Se détournant l'année suivante, dans des toiles désormais abstraites, de toute évocation lisible du réel, c'est la réalité de son langage que Nallard entreprend, en une deuxième époque de son travail, de reconnaître. Durant huit ans il va en explorer les moyens et les effets, le pouvoir qu'il manifeste d'ouvrir des visions entièrement inédites. Les silhouettes des objets ou des êtres implosent, toute dimension paysagiste disparait des surfaces complexes vivement colorées dont l'articulation énigmatique engendre une sorte de climat surréaliste. Alors que domine l'académique École d'Alger qui s'est développée, teintée d'orientalisme, en marge des mutations survenues en peinture depuis le début du siècle, ses toiles sont accueillies avec suspicion. « Depuis quelque temps, Louis Nallard est l’enfant terrible de la peinture en Alger », la ville ne lui ménageant « ni les coups d’encensoir ni les coups de griffe », observe Sénac.
Installé en France métropolitaine, Louis Nallard continue de construire des visions volontairement soustraites à toute expérience sensible spontanée. En une période plus ascétique, dans le souci d'équilibre des surfaces, l'exactitude des limites qui les cernent, l'économie de la couleur réduite aux gammes des terres et des gris, Nallard refuse de s'engager pour autant dans une abstraction purement géométrique. Quelques années plus tard il renonce à donner des titres à ses peintures, dont les larges tracés angulaires et courbes, se côtoient et se croisent sous des demi lumières éteintes.
« L’abstraction m'avait un peu réfrigéré », confie Nallard. Sans doute éprouve-t-il alors le sentiment d'être allé jusqu'au bout du chemin dans lequel il s'est engagé. Autour de 1953 sa peinture connaît en effet une sensible bifurcation. En s'appuyant sur les possibilités, négligées lors de son long périple dans le monde parallèle des formes, de son expérience préalable de la couleur, Nallard accomplit une synthèse des deux premiers moments de son cheminement. Tandis que les terres rougeoyantes de ses toiles s'illuminent des intensités abandonnées, le geste y reconquiert sa vivacité, et ce n'est pas hasard si Nallard confie avoir été un moment intéressé par les options libertaires de Cobra. Formes et couleurs s'entrouvrent à nouveau sur autre chose qu'elles-mêmes, mais l'objet qu'elle vise en le construisant s'est désormais élargi à la présence du visible tout entier. En une nouvelle approche Nallard invente un sentiment neuf de la Nature qu'il ne cessera plus d'approfondir, une dimension indistinctement paysagiste demeurant l'axe majeur de sa non-figuration.
Au début des années 1960 Louis Nallard dénoue les fibres bruissantes de ses toiles, diversifie en un large éventail la gamme de leurs lumières, des plus irisées aux plus sourdes. Fidèle à ses harmonies de terres sombres, d'ocres et d'argiles rouges, il stratifie les couleurs en épaisseur, les ajoure en transparences, les mêle en passages insensibles. Un graphisme discret les accompagne, souligne leurs contours ou, plus nerveux, avive des arêtes, creuse des anfractuosités. Au long des grumeaux ou des croûtes luisantes de la matière colorée, des reliefs qui soulèvent les couches superficielles ou des plages fines des teintes écrasées, la vision s'y fait constante palpation. Pétris de la même substance y surgissent à partir de 1966 et pour près de dix ans des formes allusivement anthropomorphiques. Le plus fréquemment figures et objets se trouvent associés, se mêlant les unes aux autres en un même espace.
« Je suis sorti de cette période parce que j'ai ressenti que je m'enfermais dans ces figures, que j'aurais bientôt tout dit, que je n'avais plus d'ouverture, alors que dans le paysage, j'avais encore beaucoup à dire », dit Nallard. Sur la fin des années 1970 il reprend, à travers de nouveaux paysages, un voyage qui s'inscrit dans la peinture autant que dans le monde, l'Espagne toujours, l'Égypte, ou la Cappadoce que les titres de ses toiles évoquent. La lumière s'éclaircit, réapparaissent aux horizons de ses toiles d'indistincts lointains. Depuis les terres profondes qui demeuraient son lieu privilégié Nallard s'aventure jusqu'aux limites de l'eau, estuaires ou étangs. En de puissantes symphonies les gris et limons s'éclairent de toutes les couleurs. Nallard y fait entrer le regard dans la lenteur des ères géologiques que l'homme côtoie sans pouvoir y participer.
Au long des vastes compositions qui marquent dans les années 1980 un nouveau développement de son art, les formes s'agglomèrent en un tissu plus compact d'écorces ou de pierriers, que les méandres du graphisme parcourent comme bribes d'une écriture à épeler. Au-delà de la diversité des apparences la peinture de Nallard semble tenter de saisir le flux continué qui les entraîne dans l'apparaître. Sans doute est-ce cette interrogation toute sensible du réel qui donne son caractère volontiers taciturne à ses célébrations terriennes. Dans son innocente inhumanité, en marge de toute joie comme de tout drame, à jamais indifférent, énigmatique ce serait l'improbable Paysage de l'être que découvrirait au regard la peinture de Nallard.

## Œuvres dans les collections publiques
- Paris, Institut du monde arabe, La Demi-Lune, mars 1991 huile sur toile, 120 x 135 cm (Donation Claude et France Lemand)

## Expositions personnelles
- 1934 - Alger, Galerie Thomas Rouault
- 1937 - Alger, Galerie-Librairie
- 1941 - Alger (avec Marcel Bouqueton)
- 1957 - Paris, Galerie Jeanne-Bucher
- 1961 - Paris, Galerie Jeanne-Bucher
- 1962 - Oslo, Galleri Haaken
- 1966 - Oslo, Galleri Haaken
- 1967 - Paris, Galerie Jeanne-Bucher
- 1972 - Amsterdam, Galerie de Boer
- 1974 - Paris, Galerie Jeanne-Bucher
- 1976 - Amsterdam, Kunsthandel M. L. de Boer (avec Maria Manton et Robert Fontené)
- 1979 - Paris, Galerie Jeanne-Bucher ; Oslo, Galleri Haaken
- 1981 - Oslo, Galleri Riis ; Toulouse, Galerie Pierre-Jean Meurisse
- 1983 - Paris, Galerie Ariel
- 1985 - Paris, Galerie Jeanne-Bucher
- 1988 - Paris, Galerie Jeanne-Bucher
- 1989 - Paris, Centre Culturel Algérien (avec Maria Manton)
- 1990 - Paris, Galerie Jeanne-Bucher ; Amsterdam, Galerie de Boer (avec Maria Manton)
- 1991 - Paris, Galerie Jeanne-Bucher et FIAC Grand-Palais
- 1992 - Oslo, Galleri Haaken
- 1993 - HT's-Hertogenbosch, Borzo Kunsthandel, avec Maria Manton et Marcel Bouqueton
- 1996 - HT's-Hertogenbosch, Borzo Kunsthandel
- 1999 - Paris, Galerie Jeanne-Bucher, présentation de Nallard, texte de Pierre Descargues, éditions Ides et Calendes
- 2001 - Pérouges, Maison des Princes, Des étangs de la Dombe aux rivages de la Méditerranée
- 2004 - Paris, Galerie Jeanne-Bucher
- 2014 - Paris, Galerie Artemper (avec Maria Manton)
- 2015 - Paris, Galerie de Buci (avec Maria Manton)

## Élèves de Louis Nallard
- Brigitte Buscail-Lipsky
- Hélène Delprat
- Jean-françois Guzranyi (1956-2016)

## Éléments de bibliographie
: Source utilisée pour la rédaction de l’article

### Monographie
- Pierre Descargues, Nallard, Éditions Ides et Calendes, Neuchâtel, 1999  (ISBN 2825801429).

### Catalogues et ouvrages généraux
- Peintres algériens, préface non signée de Jean Sénac, salle Ibn Khaldoun, Fêtes du 1er novembre, Alger, 1963 (peinture exposée : Mère-Algérie)
- Peintres algériens, textes d'Edmond Michelet et Mourad Bourboune, musée des arts décoratifs de Paris, Paris, 1964 (peintures exposées : L(été dernier et L'été d'Alger, 1963; Le Pré Catharinan, 1964)
- Nallard, préface de Edy de Wilde, Galerie Jeanne Bucher, Paris, 1961.
- Nallard, Galleri Haaken, Oslo, 1962.
- Nallard, texte de Henning Gran, Galleri Haaken, Oslo, 1966.
- Nallard, préface de Hans Redeker, Galerie de Boër, Amsterdam, 1972.
- Jean-Dominique Rey, Louis Nallard, dans Cimaise, no 115-116, Paris, 1974.
- Nallard, Galleri Haaken, Oslo, 1979.
- Nallard, préface de Jean-François Jaeger (Petite géométrie picturale ou traité d'observation intérieure d'un voyageur immobile), textes de Roger van Gindertael et Edy de Wilde, Galerie Jeanne Bucher, Paris, 1985.
- Nallard, Entre lumière et mémoire, textes de Youri et Jean-François Jaeger, Galerie Jeanne Bucher, Paris, 1988.
- Louis Nallard, Galerie Jeanne Bucher, Paris, 1990.
- Louis Nallard, Galerie Jeanne Bucher, Paris, 1991.
- Nallard, Galleri Haaken, Oslo, 1992.
- Lydia Harambourg, L’École de Paris, 1945-1965, Dictionnaire des peintres, Ides et Calendes, Neuchâtel, 1993  (ISBN 2825800481); nouvelle édition, 2010, p. 361-362  (ISBN 978-2-8258-0241-0).
- Nallard, dossier, « Algérie Littérature/Action » no 41-42, Paris, mai-juin 2000  (ISBN 2913868134).
- Jean Sénac, Visages d'Algérie, Regards sur l'art, Paris-Méditerranée/EDIF 2000, Paris/Alger, 2002 (reproductions : Fuite en Égypte, p. 69; La lampe, 1845, p. 128; Le théâtre noir, 1978, p. 136)  (ISBN 284272156X).
- Louis Nallard, Maria Manton, La peinture et la vie, Dialogue avec Djilali Kadid, "Algérie Littérature/Action", numéro spécial, Paris, 2004  (ISBN 2913868541).
- Abstraction 50, l'explosion des libertés, Ville de Rueil-Malmaison, 9 décembre 2011 - 19 mars 2012, Éditions du Valhermeil, 2011, 128 p. (reproduction : Sans titre, 1960, 72 × 116 cm, p. 67)  (ISBN 9 782354 670948).